# 鄭利記
鄭利記（1870年4月24日—1915年9月23日），一作鄭阿利，別號鄭景百。臺灣臺南人，曾任大潭庄（今屬臺南市歸仁區）庄長，因私人原因辭去職務。
鄭利記在1910年遷居今臺南市區，後成為西來庵五福王爺廟的信徒，與蘇有志同為西來庵董事，共同掌管該廟的事務。受余清芳之約，和蘇有志等設法招募黨員及籌集黨費，鄭利記負責會計、出納工作。
蘇、鄭等人計劃在1914年農曆八、九月間在南部起事，但事前被總督府查獲，在同年5月開始逮捕行動，蘇、鄭等人均被捕獲。9月21日，鄭利記被判死刑，9月23日在台南監獄執行，享年45歲。
臺南的臺灣話俚語曰：「余清芳，害死王爺公。王爺公無保庇，害死蘇阿志。蘇阿志無仁義，害死鄭阿利。」就是在講述此事。

## 判決
大正四年（1915）九月二十一日民法第五二一號臨時法院判決書，鄭利記部份：
被告鄭利記，曾任大潭庄區長，由於私人理由自動去職，於明治四十三年間轉居臺南市，爾來即成西來庵之篤敬信徒，出入該廟，與被告蘇有志共同掌管該廟之事務，於去年二月間，受余清芳之勸，贊同其所策劃之暴動計劃，與余清芳、蘇有志等一再磋商結果，擬採如下步驟：先逐漸勸募該廟信徒，隨即納為黨員。藉籌募該廟建醮費名義醵集黨費，並與被告蘇有志、盧乙、陳清密等人共事問佛，而復稱山中有寶劍，並得神詔，余清芳應受領此劍等語，藉以勸募黨員，被告主為從事黨費之徵收及出納等工作。

### 外部來源
- 台灣大百科全書蘇有志 （页面存档备份，存于）
- 南瀛抗日人物誌 肆、一九一五年的焦吧哖事件 （页面存档备份，存于）